# Juri Iwanowitsch Predecha
Juri Iwanowitsch Predecha (russisch Юрий Иванович Предеха; * 17. Oktober 1935 in Moskau; † 1. Mai 2008) war ein russischer Feldhandballspieler und Handballtrainer.

## Karriere
Juri Predecha spielte im 11 gegen 11 auf dem Großfeld. Mit Burewestnik Kiew gewann er 1957 die sowjetische Feldhandballmeisterschaft. Ein Jahr später gelang ihm die Titelverteidigung mit der Mannschaft des Militärbezirks Odessa. Zudem wurde er in die sowjetische Feldhandballnationalmannschaft berufen.
Als Teil der Streitkräfte stieg er bis zum Major auf. Nachdem zu Beginn der 1970er Jahre der Armeeklub ZSKA Moskau gegründet worden war, empfand dessen Trainer Juri Solomko seinen eigenen Dienstgrad des Oberstleutnants als nicht repräsentativ genug und setzte Predecha als Cheftrainer ein. Als Duo gewann man 1973, 1976 und 1977 die sowjetische Meisterschaft. 1977 verließ Predecha den Verein. Bei den Olympischen Spielen 1976 gewann er als Assistent von Anatolyj Ewtuschenko mit der sowjetischen Nationalmannschaft die Goldmedaille, bei den Olympischen Spielen 1980 die Silbermedaille. Für den Olympiasieg erhielt er die Auszeichnung Verdienter Trainer der UdSSR. Bei der Weltmeisterschaft 1974 belegte die Auswahl den fünften Rang. Bei der Weltmeisterschaft 1978 gewann man die Silbermedaille.